# Frontière entre la Chine et le Tadjikistan

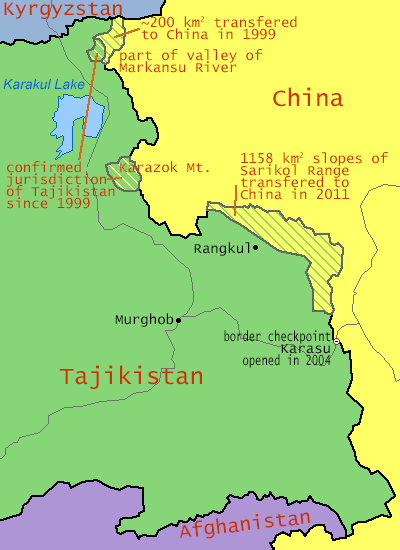

La frontière entre la Chine et le Tadjikistan est la frontière, longue de 414 kilomètres, séparant la république populaire de Chine et le Tadjikistan. Le Col Kulma est le seul point de passage routier entre les deux pays. 

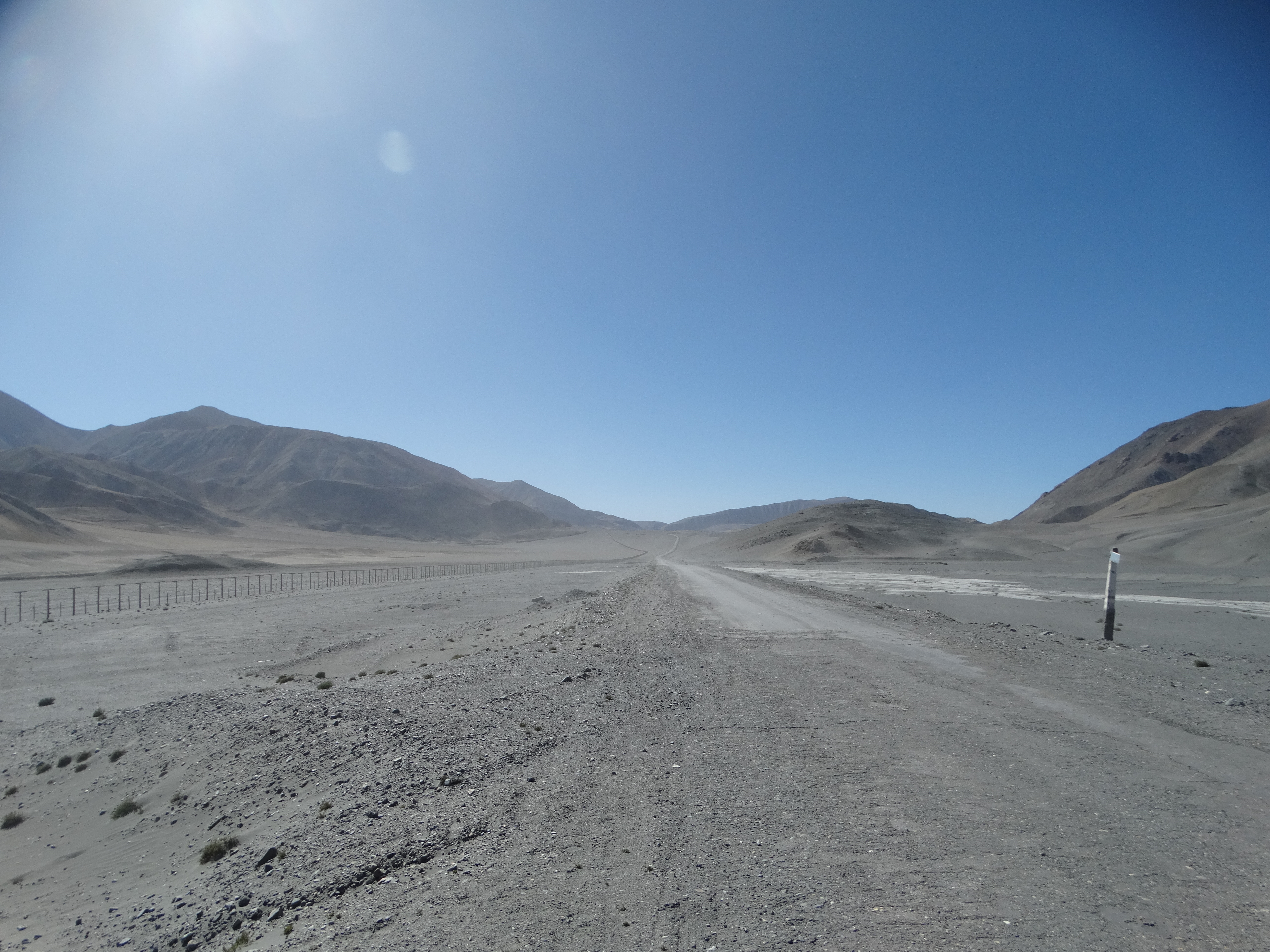
La Pamir Highway au Tadjikistan, avec à gauche la clôture marquant la frontière chinoise.
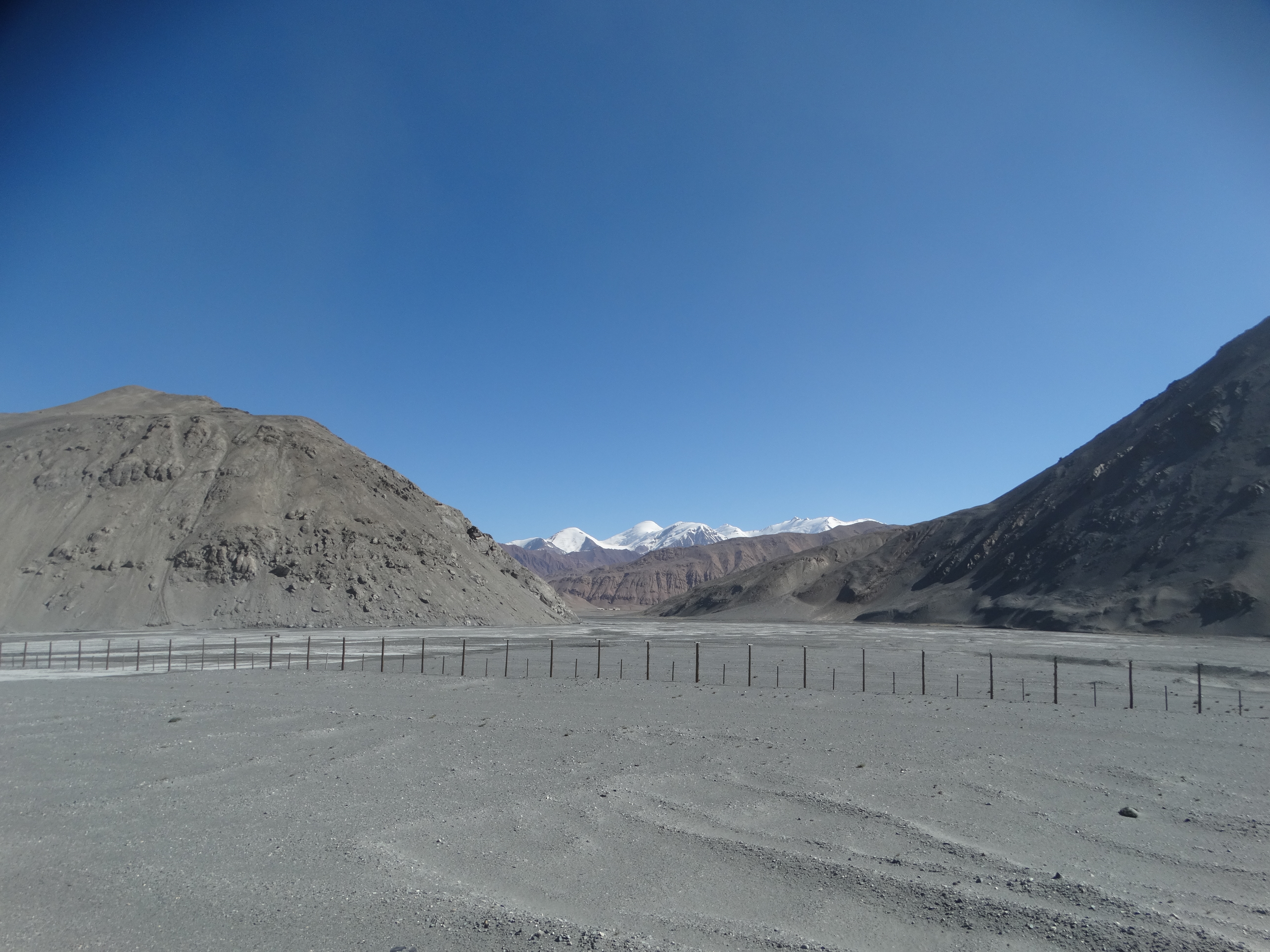
La clôture marquant la frontière vue depuis le côté tadjik.